# Erythrodiplax abjecta
Die Erythrodiplax abjecta ist eine Libellenart der Gattung Erythrodiplax aus der Unterfamilie Sympetrinae. Die Art ist zwischen Kalifornien und Paraguay verbreitet.

## Bau der Imago
Das Männchen der Erythrodiplax abjecta ist eine überwiegend bräunlich bis schwarze Libelle, mit einem schlanken zwischen 21 und 23,5 Millimeter langen Abdomen. Zum Thorax hin färbt es sich zu einem rußfarbenen Rot, dass sich dann auf dem Thorax vorsetzt. Die nach oben hin ziemlich stark ausgebuchtete Frons ist rot und wird in der oberen Hälfte sogar dunkelviolett. Sie kann aber auch metallisch blau sein. Das Occiput ist weit vorgezogen, so dass sich die Augen lediglich in einem kleinen Abschnitt berühren. Die Hinterflügel sind durchsichtig mit einem schwarzen Fleck an der Basis. Auf den Vorderflügeln ist dieser basale Fleck deutlich schwächer bis nicht sichtbar. Das Flügelmal (Pterostigma) ist größer als das angrenzende Costalfeld. Im Gegensatz dazu sind die Weibchen hellbraun oder olivfarben und tragen statt des dunklen Flecks der Männchen einen hellgelben an der Flügelbasis.
Die Größe des Abdomens ist mit 19,5 bis 21,5 Millimetern deutlich kürzer als die des Männchens.

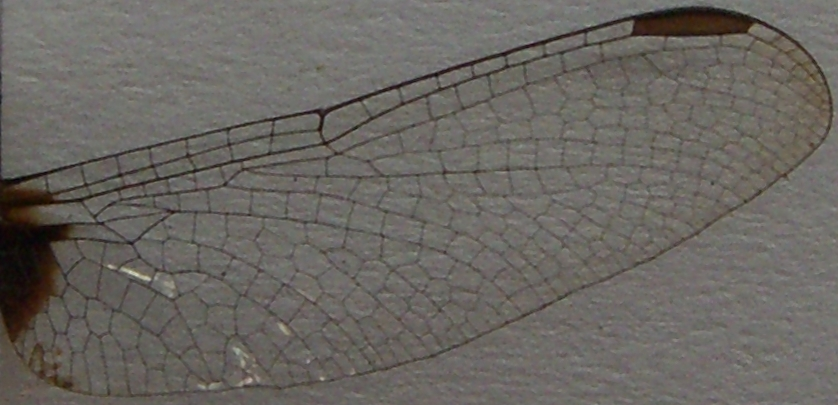
Hinterflügel eines Weibchens

## Wissenschaftliche Beschreibung
Die erste wissenschaftliche Beschreibung des Tieres erfolgte durch Rambur im Jahre 1842 unter dem Namen Libellula abjecta anhand eines Männchens aus Kolumbien. Der Verwahrungsort dieses Holotyps ist heute unbekannt. 1891 beschrieb Karsch bereits ein Exemplar als Angehörigen der richtigen Gattung, als Erythrodiplax ponderosa. Das von ihm beschriebene Männchen stammte aus Ecuador und befindet sich heute im Museum für Naturkunde in Berlin. Wiederum ein Männchen, diesmal aus Kalifornien, beschrieb Philip Powell Calvert im Jahre 1895 unter dem Namen Trithemis basifusca. Das Exemplar befindet sich heute in der California Academy of Sciences. Calvert war es auch, der 1906 die Beschreibung eines Weibchen lieferte. Die Synonymität der Trithemis basifusca stellte Borror 1942 fest.